# عبد الله بن ساسي السباعي
عبد الله بن ساسي العزوزي السباعي هو فقيه ومجاهد مغربي متصوف ينحدر من قبيلة أولاد أبي السباع، وكان من بين المجاهدين الذين تصدوا للبرتغاليين عند احتلال ثغر أزمور سنة 1515م، وذلك إبان حكم السعديين، وقد دافع المسلمون عن إطلاق سراحه لما أسره النصارى.

## جهاده وأسره
كان الشيخ عبد الله بن ساسي السباعي من بين المجاهدين الذين تصدوا للبرتغاليين عند احتلال ثغر أزمور سنة 1515م، وذلك إبان حكم السعديين، وقد دافع المسلمون عن إطلاق سراحه لما أسره النصارى (دوحة الناشر، ص.110؛ الكفناني، ص.81).
وقد برزت شخصية كل من عبد الله بن ساسي وأحماد أوموسى كمجاهدين، وارتبط اسمهما بتاريخ منطقة شيشاوة،لأنهما قاما بدور طلائعي في تحميس السكان وحتهم على الجهاد دعما للدولة السعدية الناشئة.
ولم تقتصر مساندة الأولياء للسعديين على الدعم السياسي والديني، بل كانت لهذه المساندة أهمية من الناحية المادية أيضا،
وكان للشرفاء عامة والمجاهدين خاصة أتباع الجزولي تأثير قوي على السكان مما دفع السعديين إلى محاربتهم وامتحانهم، قال في الاستقصا: «لما كانت سنة 958هـ/1551م أمر السلطان أبو عبد الله الشيخ بامتحان أرباب الزوايا المتصدرين للمشيخة خوفا على ملكه منهم لما كان للعامة فيهم من الاعتقاد والمحبة والوقوف عند إشاراتهم، والتعبد بما يتأولون من عباراتهم، ألا ترى أن بيعة والده أبي عبد الله القائم لم تنعقد إلا بهم، ولا ولج بيت الملك إلا من بابهم، فامتحن جماعة منهم كالشيخ أبي محمد الكوش، فأخلى زاويته بمراكش، وأمر برحيله إلى فاس (الاستقصا، ج5، ص.26).
ومعلوم عبد الله بن ساسي السباعي كان بخلاف معاصره عبد الله بن حساين يتوفر على شعبية كبيرة كمجاهد كما أن إنتسابه لآل البيت قد أكسبه مكانة ورفعة في حوز مراكش والمغرب كله، كما كان يعتبر أحد ركائز المقاومة نظرا لدوره البارز في الدعوة إلى الجهاد.
وتأتي قصة أسره من طرف النصارى البرتغاليين لتؤكد الدور الجهادي الكبير الذي لعبه الشيخ في التصدي للحملات البرتغالية الصليبية على الثغور الساحلية من المغرب، والتي بلغت أوجها خلال هذه الحقبة الهامة من تاريخ البلاد. ورغم تعدد المصادر التاريخية التي تناولت قصة أسره وافتداء المسلمين له ومن معه، فإننا سنختصر على مصدرين منها، مع الإشارة إلى وجود اختلاف طفيف بينهما في سرد تفاصيل القصة رغم حصول الاتفاق بينهما في سياقها العام.
قال في (الاستقصا) نقلا عن (النزهة): «لما أخلى النصارى أزمور تسارع إليها جماعة من الفقراء منهم الشيخ أبو محمد عبد الله الكوش دفين جبل العرض من فاس، والشيخ أبو محمد عبد الله بن ساسي دفين تانسيفت قرب مراكش، فقعدوا بها يحرسونها حتى يأتي مدد المسلمين ومن يعمرها منهم مخافة أن يرجع إليها العدو، فإذا به رجع واقتحمها عليهم وأسرهم إلى أن أفتكهم المسلمون»، (الاستقصا، ج5، ص.20)
أما الأستاذ محمد الشياظمي، فقد روى القصة استنادا إلى مصادر مغربية وأخرى أجنبية، فقال: «...وفي شهر يناير 952هـ/1546م وقعت القصة المعروفة بقصة المرابطين الذين كانوا مقيمين بأزمور بقصد الجهاد، وهي أن الحاكم البرتغالي خرج من البريجة ليلا وباغت أزمور في الصباح الباكر، ففرت غالية السكان، وعثر النصارى على بعض المرابطين المتعبدين، فساقوهم إلى البريجة مع عدد من المجاهدين، ولم يطلقوا سراحهم إلا بعد أداء فدية مالية، وهم: عبد الله بن ساسي؛ ومحمد كانون؛ ومحمد الدقاق»، (الشياظمي، معلمة المغرب، ج2، ص.359).
وكان لأحفاد عبد الله السباعي مكانة كبيرة ومنزلة عظيمة لدى الملوك المغاربة، فقد ذكر صاحب (الاستقصا، ج5، ص.178) أن الملوك السعديين كانوا يبجلون ويوقرون كل من انتسب إلى الشيخ عبد الله بن ساسي السباعي العزوزي، كما أن السلاطين العلويين ساروا على نهج الملوك السعديين، وفي هذا الصدد نشر الأستاذ المؤرخ الدكتور مولاي حسن كفناني في رسالته الجامعية حول قبيلة أولاد أبي السباع بعض الوثائق الرسمية الهامة تدل على شهرة السباعيين بنسبهم الشريف وإعفاء بعضهم من الكلف والمتطلبات المخزنية، ومن بينها وثيقتان تتعلقان بالشرفاء حفدة الولي الصالح عبد الله بن ساسي، وجاءت هاتان الوثيقتان كرد من السلطان على سلوكات باشا القصبة المدعو ويدة عندما أرغم حفدة عبد الله بن ساسي القاطنين بالرحامنة على المساهمة في هدية العرش، وسجن مقدم الزاوية ولم يطلق سراحه حتى تم التسديد، وعندما رفعوا أمرهم إلى السلطان أجاب:
«أهذا كله منه جهل حتى يقيسهم على أولئك الأعراب المنتسبين لمتربطات الصحراء (كذا)، فليكف عنهم، ويرد عليهم ما أخذه منهم ويقرهم على عادتهم، فإن أراد القياس فليقاسوا على زواوي مراكش، وأولاد مولاي عبد الله بن حساين نفع الله بهم»، (الكفناني، ص.372)،
وهاتان الوثيقتان هما:
الوثيقة الأولى مؤرخة في 19 رجب 1310هـ موافق 6 فبراير 1893م، وهي نظير رسالة تتعلق بجواب السلطان مولاي الحسن الأول عن شكاية أولاد عبد الله بن ساسي بخرق العادة؛
الوثيقة الثانية مؤرخة في 19 شعبان 1310هـ موافق 8 مارس 1893م، وتتضمن أمر السلطان مولاي الحسن الأول بعد مخرق العادة على حفدة عبد الله بن ساسي 

## نسبه
عبد الله بن ساسي بن عزوز بن إبراهيم بن أعمر بن عامر الهامل المكني بأبي السباع بن آحريز بن محرز بن عبد الله بن إبراهيم بن إدريس بن محمـد بن يوسف بن زيد بن عبد المنعم بن عبد الواسع بن عبد الدائم بن محمد بن سعيد بن عبد الرحمان بن سالم بن عزوز بن عبد الكريم بن خالد بن سعيد بن عبد المؤمن بن زيد بن رحمون بن زكرياء بن محمد بن عبد الحميد بن علي بن محمد بن عبد الله بن محمد بن إدريس الأصغر بن إدريس الأول بن عبد الله الكامل .

## شيوخه وتلاميذه
يعتبر الشيخ عبد الله بن ساسي من أتباع الطريقة الجزولية التي تعد فرعا من فروع الطريقة الشاذلية، والتي أخذها على يد الشيخ أبي محمد الغزواني، وقد اشتهر في ميدان التصوف، وخاصة في الجنوب المغربي الشيخ محمد بن سليمان الجزولي كقطب للطريقة الشاذلية، ومن المعلوم أنه أخذها على يد مشايخ من بينهم أبو زيد عبد الرحمن الرجراجي دفين شيشاوة، الذي كان له نفوذ قوي في المنطقة (دوحة الناشر، ص.3-4)، ومن بين السباعيين الذين اعتنقوا الطريقة الجزولية غانم بن سعيد السباعي دفين مراكش، وشيخه عبد الله بن ساسي السباعي، وهذا الأخير كان من أتباع محمد الغزواني (دوحة الناشر، ص.110،الكفنان، ص.77).
كما ذكره صاحب (ممتع الأسماع) ضمن تلامذة الشيخ أبي محمد الغزواني، فقال:
«ومنهم الشيخ أبو محمد عبد الله بن ساسي البوسبعي (...)، قال في (المرآة): كان من أكبر المشايخ الأعيان، وجلة المشاهير من أهل فذا الشأن، صاحب الشيخ أبي عبد الله محمد الغزواني وعول علي هو انتسب إليه، واختصم فيه الشيخان: أبو عبد الله محمد الغزواني، وأبو الحسن علي بن إبراهيم البوزيدي، فقال الشيخ أبو الحسن البوزيدي: أنا أحق به، فقد عينته وهو في بطن أمه، فقال الشيخ أبو عبد الله الغزواني: أنا أحق به، فقد عينته وهو في صلب أبيه، فاستحقه.
تخرج على يدي الشيخ عبد الله بن ساسي جمع غفير من العلماء المتميزين، وكم هائل من الأولياء الصالحين من أمثال أبي المحاسن الفاسي، وغانم بن سعيد السباعي، والولي الصالح محمد الشرقي دفين مدينة أبي الجعد.

## وفاته
توفي الشيخ عبد الله بن ساسي السباعي ليلة الجمعة 26 شعبان 961 هـ الموافق لـ 1552م. دُفِنَ على ضفة وادي تانسيفت ضواحي مراكش، وقبره مزار مشهور وعليه بناء حفيل.